# Stor-Hanklampstjärnen
Stor-Hanklampstjärnen är en sjö i Ånge kommun i Medelpad och ingår i Delångersåns huvudavrinningsområde.